# Anthony L. Knapp

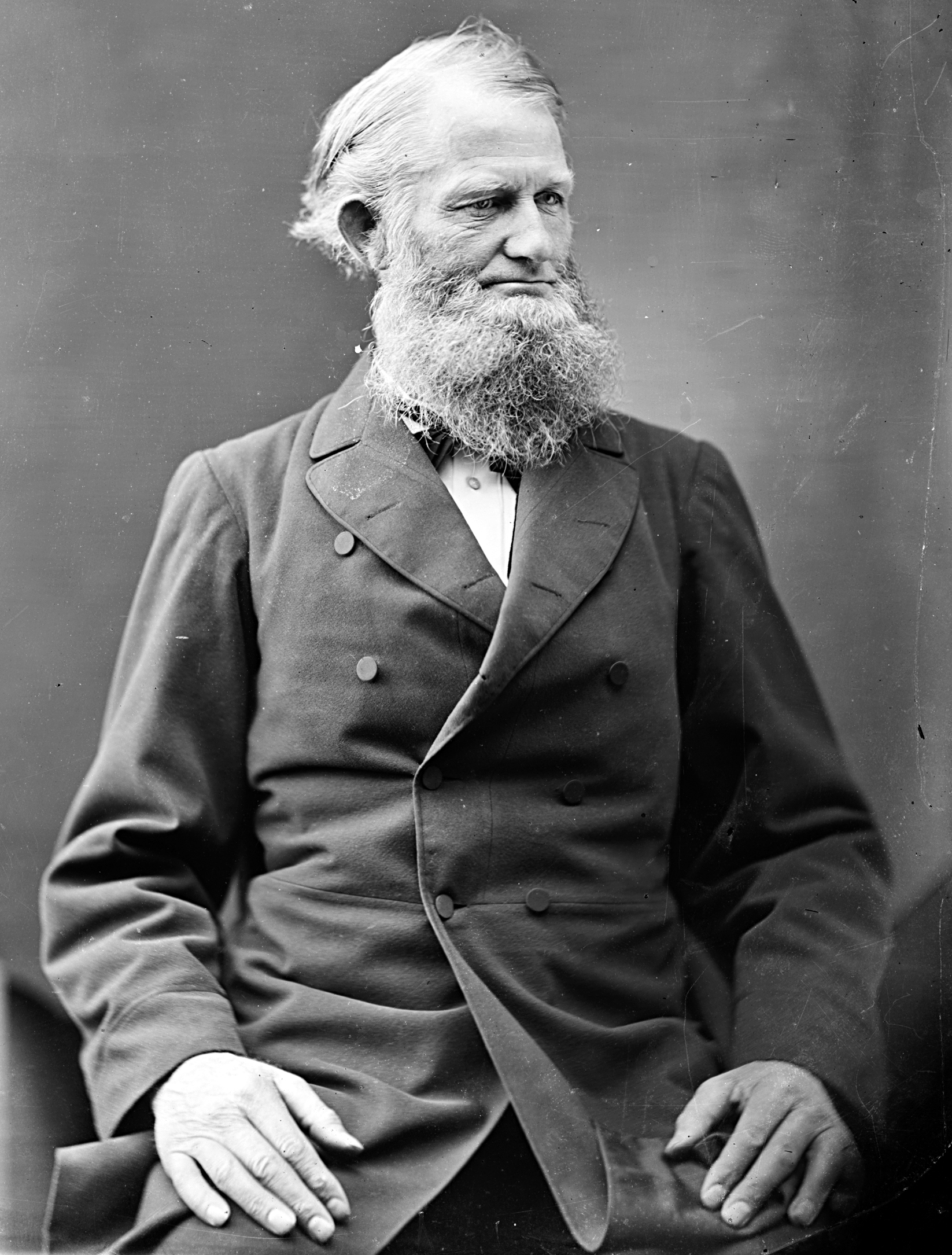
Anthony L. Knapp

Anthony Lausett Knapp (* 14. Juni 1828 in Middletown, Orange County, New York; † 24. Mai 1881 in Springfield, Illinois) war ein US-amerikanischer Politiker. Zwischen 1861 und 1865 vertrat er den Bundesstaat Illinois im US-Repräsentantenhaus.

## Werdegang
Anthony Knapp war der ältere Bruder des Kongressabgeordneten Robert M. Knapp (1831–1889). Im Jahr 1839 zog er mit seinen Eltern nach Jerseyville in Illinois. Er besuchte die öffentlichen Schulen seiner jeweiligen Heimat. Nach einem anschließenden Jurastudium und seiner Zulassung als Rechtsanwalt begann er in Jerseyville in diesem Beruf zu arbeiten. Gleichzeitig schlug er als Mitglied der Demokratischen Partei eine politische Laufbahn ein. Zwischen 1859 und 1861 gehörte er dem Senat von Illinois an.
Nach dem Rücktritt des Abgeordneten John Alexander McClernand wurde Knapp bei der fälligen Nachwahl für den sechsten Sitz von Illinois als dessen Nachfolger in das US-Repräsentantenhaus in Washington, D.C. gewählt, wo er am 12. Dezember 1861 sein neues Mandat antrat. Nach einer Wiederwahl konnte er bis zum 3. März 1865 im Kongress verbleiben. Seit 1863 vertrat er dort den damals neu eingerichteten zehnten Wahlbezirk seines Staates. Diese Zeit war von den Ereignissen des Bürgerkrieges geprägt. Im Jahr 1864 verzichtete er auf eine weitere Kandidatur.
Nach dem Ende seiner Zeit im US-Repräsentantenhaus zog Anthony Knapp im Jahr 1865 nach Chicago und 1867 nach Springfield, wo er als Anwalt praktizierte. Er starb am 24. Mai 1881 in Springfield.